# دی‌جی-۸۰۰
دی‌جی-۸۰۰ (به انگلیسی: DG_Flugzeugbau_DG-800) یک هواگرد ملخ‌پیشین تک‌موتوره از نوع بادپر ساخت شرکت DG Flugzeugbau است. هواگرد دی‌جی-۸۰۰ نخستین پروازش را در ۱۹۹۳ میلادی انجام داد. در مجموع، تعداد ۴۰۱ فروند از این هواگرد ساخته شده‌است.